# WNJU
WNJU는 미국 뉴욕주 뉴욕 시티와 뉴저지주 린던을 소관으로 하는 텔레문도 계열의 스페인어 방송국이다. 채널 번호는 47번.

## 연혁
1965년 설립되었다. 이 때 당시에는 독립 방송국이었는데, 스튜디오는 뉴욕 심포니 홀이었다. 1984년에는 Netspan(현재의 유니비전)에도 가입하였으나, 1987년 텔레문도에 들어가게 되면서, 유니비전을 탈퇴한다. 2009년 아침 정보 프로그램인 Las Comadres con Gloria B를 론칭한다.